# Robert Parker (zanger)
Robert Parker (Mobile,14 oktober 1930 – Roseland, 19 januari 2020) was een Amerikaanse R&B-zanger en muzikant. Zijn enige hit was "Barefootin'" (1966), en daarmee als zanger een eendagsvlieg. Als saxofonist speelde hij mee op meerdere hits uit de hoogtij-jaren van de rhythm-and-blues in New Orleans.

## Leven en carrière
Robert Parker Jr. werd geboren in Mobile als zoon van Robert en Leana Parker. Hij groeide op in New Orleans en begon zijn carrière als saxofonist en bandleider in de Tijuana Club. Hij speelde mee met Professor Longhair en is te horen op diens "Mardi Gras in New Orleans" uit 1949.
In de jaren 1950 speelde Parker alt- en tenorsaxofoon bij veel populaire artiesten uit New Orleans, en is te horen op platen van o.a. Paul Gayten, Professor Longhair (op compilatie-album New Orleans Piano), Eddie Bo, Huey "Piano" Smith, Earl King, James Booker (compilatie-album The Ivory Emperor (1954-1962 Sides)), Ernie K-Doe, Alvin Lee Johnson ("Carnival Time"), Tommy Ridgley en Fats Domino.
In 1958 begon hij solo op te nemen en een jaar later had hij een lokale hit met het instrumentale "All Nite Long" op Ron Records. In 1965 tekende hij voor Nola Records, en samen met producer Wardell Quezergue scoorde hij zijn grootste hit met "Barefootin'", een eigen compositie. Het verkocht meer dan een miljoen exemplaren, haalde de hitlijsten in Groot-Brittannië en kreeg van de RIAA een gouden plaat. In 1967 had hij nog een kleine R&B-hit met "Tip Toe" (nr. 48, R&B-hitlijst). Hoewel hij doorging met opnemen, slaagde hij er niet in zijn succes op de hitlijsten te herhalen, en zijn opnamecarrière eindigde feitelijk halverwege de jaren zeventig. Hij bleef nog vele jaren optreden en toeren, en bleef vooral populair in Groot-Brittannië.
In april 2007 werd Parker, als erkenning voor zijn bijdragen aan Louisiana en de nationale muziek, opgenomen in de Louisiana Music Hall of Fame. Op 19 juli 2009 zong hij "Barefootin'" en "Where the Action Is" in een 'Tribute to Wardell Quezergue', een concert in Alice Tully Hall in het Lincoln Center in New York.
Parker stierf op 19 januari 2020 in zijn huis in Roseland op 89-jarige leeftijd een natuurlijke dood.
- Bibliothèque nationale de France: cb139468040 (data)
- International Standard Name Identifier: 0000 0001 1510 8055
- Library of Congress Control Number: no98109823
- MusicBrainz: 44c4b4a8-12a8-461b-b166-a1ccb704695c
- Istituto Centrale per il Catalogo Unico: DDSV362809
- Virtual International Authority File: 166970002
- WorldCat: E39PBJrWyfVb4yJGMFQxRTGbVC